# Le Marin
Le Marin is een gemeente in Martinique en telde 8.751 inwoners in 2019. De oppervlakte bedraagt 31,54 km². Het ligt ongeveer 26 km ten zuidoosten van de hoofdstad Fort-de-France.

## Geschiedenis
Le Marin werd in 1660 gesticht. In 1664 telde de plaats 199 inwoners en werd Cul-de-sac de Saint-Étienne du Marin genoemd. In 1673 werd Le Marin en de omringende plantages verwoest door het Verenigd Koninkrijk, maar was rond 1700 weer opgebouwd. In 1766 werd de Saint-Étienne du Marin-kerk gebouwd. In 1839 werd de gemeente opgericht.
Rond 1869 werd een suikerraffinaderij gebouwd die tot 1969 gefunctioneerd heeft en de economie van Le Marin domineerde. De sluiting van de suikerraffinaderij verlegde de focus naar toerisme. De gemeente heeft de beschikking over drie stranden en een jachthaven, en worden in de zomer regelmatig festivals georganiseerd. In 1974 werd Le Marin aangewezen als de hoofdplaats van de onderprefectuur Le Marin.

## Cap Macré
Cap Macré is een lang witzandstrand dat beschermd is door koraalriffen. Het wordt soms onderverdeeld als Anse Baleine en Anse Four à Chaux. Het heeft rustig water en is geschikt om in te zwemmen. Het strand is omringd door kokospalmen, en heeft veel voorzieningen. In het weekend kan het vrij druk zijn, maar door de lengte zijn er rustige plekken te vinden.

## Grand Macabou
Grand Macabou is een beschermd natuurgebied van 114 hectare in het oosten van Le Marin. Het is een voormalige suikerrietplantage uit de 18e eeuw. Aan de eind van de 20e eeuw zijn bossen aangelegd bij het strand. Grand Macabou wordt veel bezocht door vogels. Op de heuvel staat een kleine kapel. Sinds 1989 is het een beschermd natuurgebied dat wordt beheerd door Conservatoire du littoral. Er zijn vier wandelpaden op het terrein uitgezet.

## Galerij

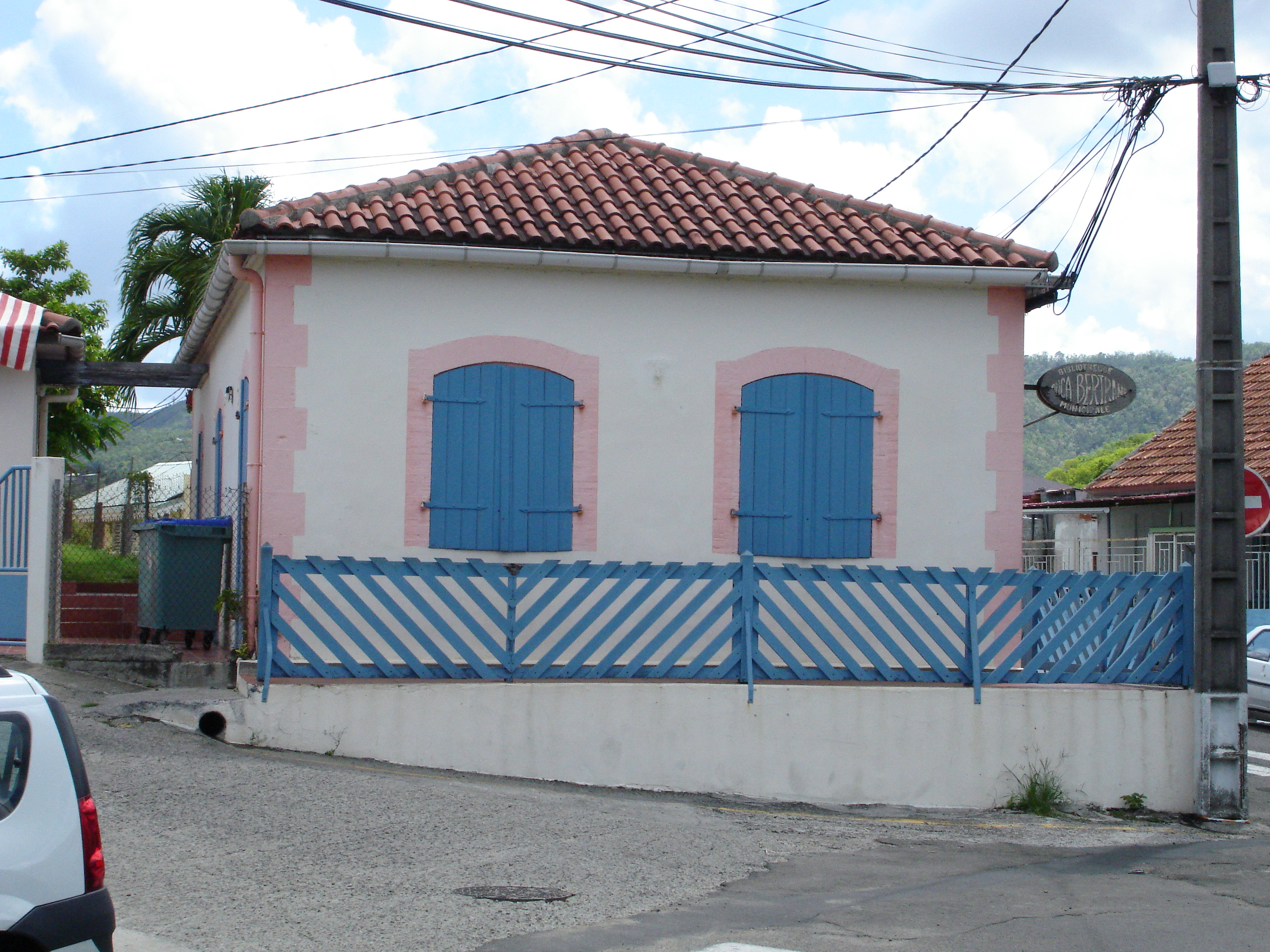
Bibliotheek
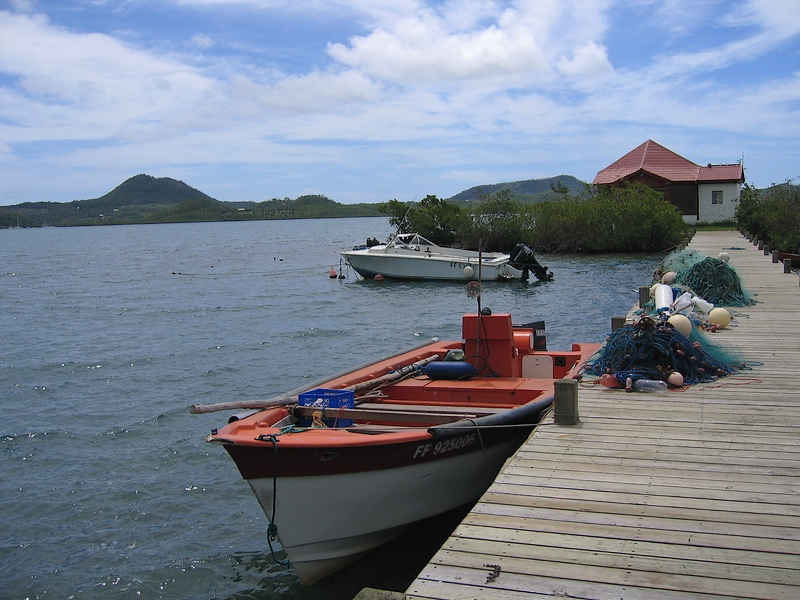
Aanlegsteiger in de dorp La Duprey
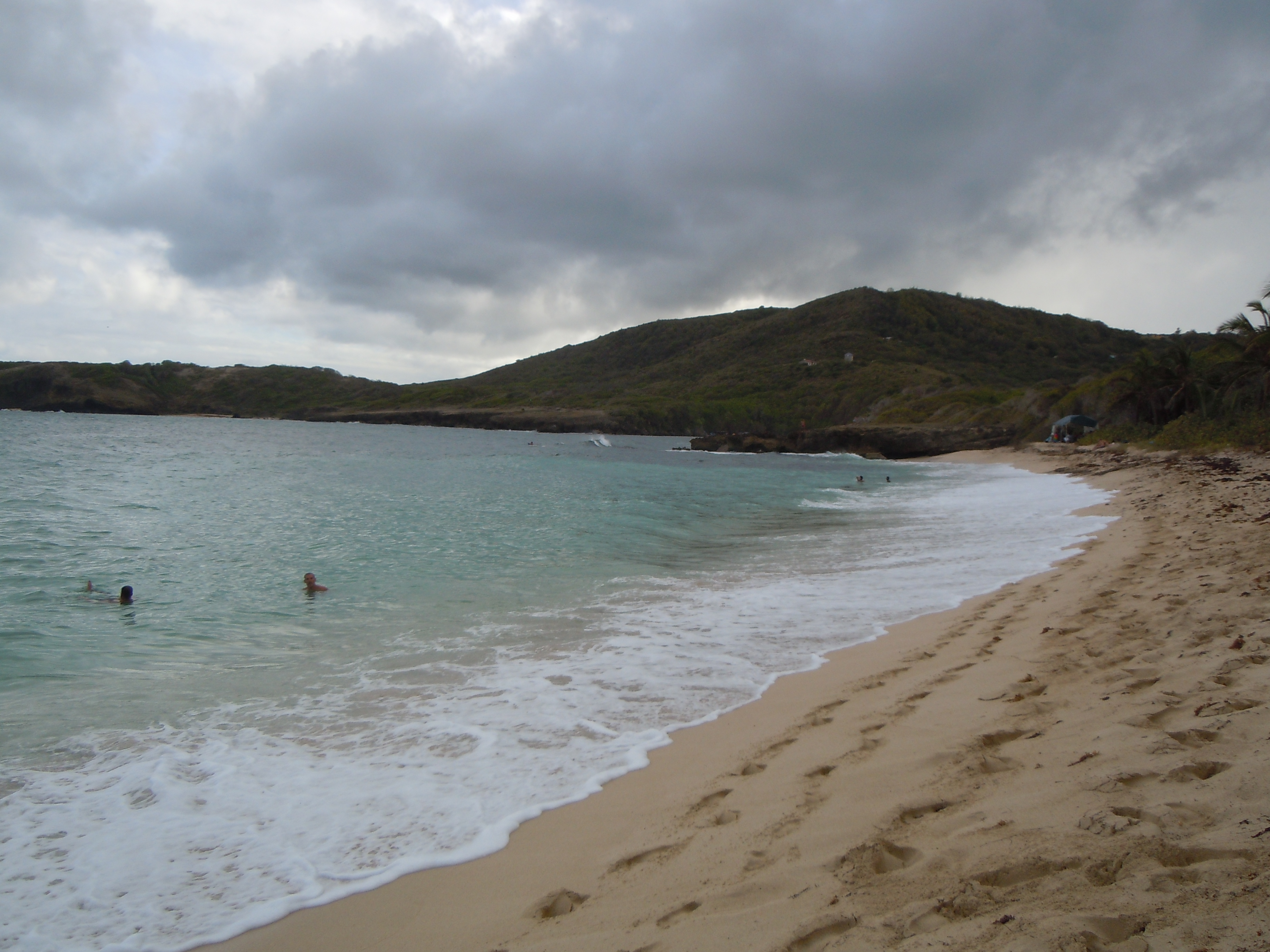
Anse Baleine
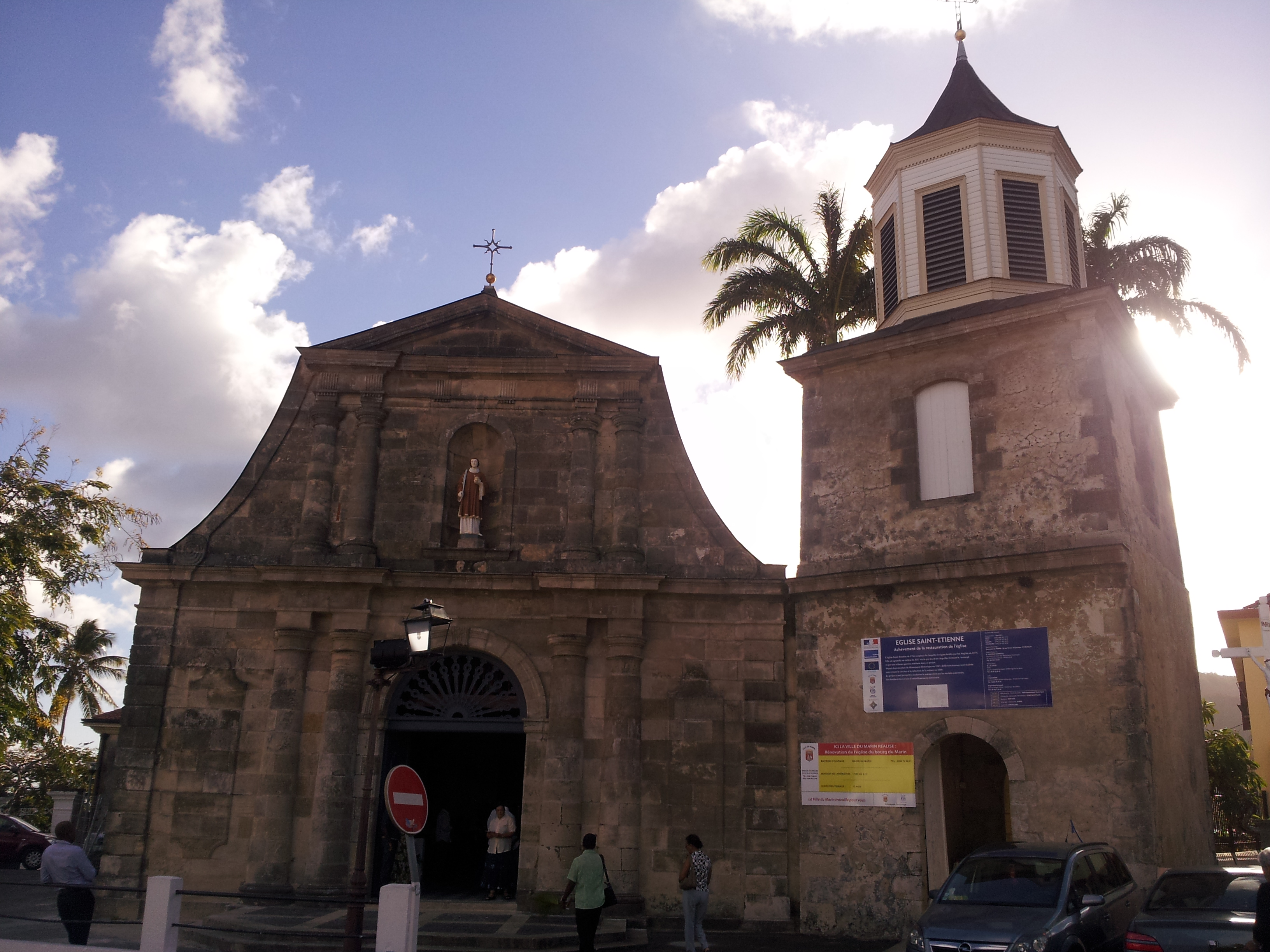
Kerk van Le Marin

- Library of Congress Control Number: n88110891
- MusicBrainz: 001e3235-7c46-4f95-b3c1-062f94e89df4
- Nationale Bibliotheek van Israël: 987007564944805171
- Virtual International Authority File: 157209321

L'Ajoupa-Bouillon · Les Anses-d'Arlet · 
Basse-Pointe · Bellefontaine · 
Le Carbet · Case-Pilote · 
Le Diamant · Ducos · 
Fonds-Saint-Denis · Fort-de-France · Le François · 
Grand'Rivière · Le Gros-Morne · 
Le Lamentin · Le Lorrain · 
Macouba · Le Marigot · Le Marin · Le Morne-Rouge · Le Morne-Vert · 
Le Prêcheur · 
Rivière-Pilote · Rivière-Salée · Le Robert · 
Saint-Esprit · Saint-Joseph · Saint-Pierre · Sainte-Anne · Sainte-Luce · Sainte-Marie · Schœlcher · 
La Trinité · Les Trois-Îlets · 
Le Vauclin